# 天理女子学院高等学校

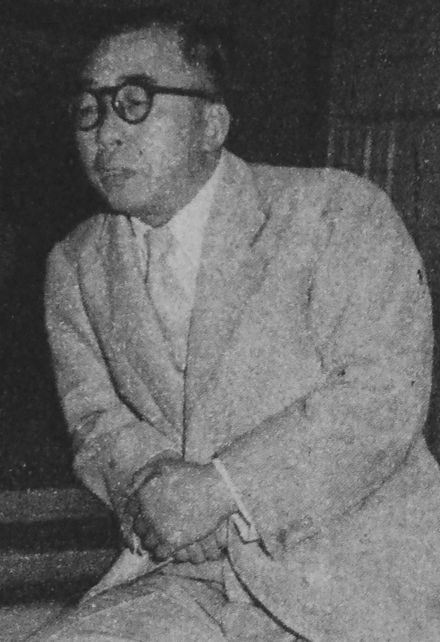
東井三代次（1952年）

天理女子学院高等学校（てんりじょしがくいんこうとうがっこう）とは、かつて奈良県奈良市藤の木台1-1-17に存在した私立高等学校（女子高）。
1957年11月、奈良市に奈良国際ゴルフ場が開設されたとき、天理教中山正善二代真柱がその初代理事長として、そこに勤務するキャディを天理教内の子女の中から勧誘したことに由来する。「ただ勤務するだけでなく、何か土産を持たせて国へ帰らせたい」との思いに基づき、高等学校卒業の資格と、「おさづけの理」を拝戴するように定められ、1962年4月から天理高等学校第二部で教育していた。
しかし、学校運営上の問題により1971年3月に閉鎖された。同年4月、これらの施設を引き継ぎ、3年制の各種学校として38名の新入生を迎え天理女子高等学院が新たに創設され、翌1972年これを拡充した全寮制で4年制の夜間定時制課程の天理女子学院高等学校が設置認可された。
その後、1989年より志願者が減少し、2003年3月、32年間の歴史に幕を閉じた。卒業生の総数は800余名。
- 設置者：学校法人　天理女子高等学院
- 理事長：東井三代次
- 歴代校長：東井三代次、清水國弘
- 学科：普通科定時制課程